# NGC 5827
NGC 5827 est une galaxie spirale située dans la constellation du Bouvier. Sa vitesse par rapport au fond diffus cosmologique est de 6 770 ± 16 km/s, ce qui correspond à une distance de Hubble de 99,9 ± 7,0 Mpc (∼326 millions d'al). NGC 5827 a été découverte par l'astronome français Édouard Stephan en 1880.
La classe de luminosité de NGC 5827 est I-II. C'est une galaxie LINER, c'est-à-dire une galaxie dont le noyau présente un spectre d'émission caractérisé par de larges raies d'atomes faiblement ionisés. De plus, c'est une galaxie du champ, c'est-à-dire qu'elle n'appartient pas à un amas ou un groupe et qu'elle est donc gravitationnellement isolée. Selon la base de données Simbad, NGC 5827 est une galaxie à noyau actif.
À ce jour, trois mesures non basées sur le décalage vers le rouge (redshift) donnent une distance de 94,933 ± 0,987 Mpc (∼310 millions d'al), ce qui est à l'intérieur des valeurs de la distance de Hubble.